# 持明院宗時
持明院宗時（じみょういんむねとき、享保17年（1732年）1月3日 - 寛政7年（1795年）6月27日）は、江戸時代中期の公卿。初名は持明院永武。

## 官歴
- 延享3年（1745年）：従五位上、侍従
- 延享5年（1747年）：左少将
- 寛延2年（1749年）：正五位下
- 寛延3年（1750年）：豊前権介
- 宝暦2年（1752年）：従四位下、右中将
- 宝暦5年（1755年）：従四位上
- 宝暦8年（1758年）：正四位下
- 宝暦12年（1762年）：従三位
- 明和3年（1766年）：正三位
- 明和6年（1769年）：右兵衛督
- 明和8年（1771年）：参議
- 安永3年（1774年）：踏歌節会外弁
- 安永6年（1777年）：従二位
- 寛政元年（1789年）：権中納言
- 寛政5年（1793年）：正二位

## 系譜
- 実父：高倉永房
- 養父：持明院家胤
- 子：持明院基武
- 子：持明院基逸